# Mozaikszók listája: U, Ú, Ü, Ű
Ezen a lapon az U, Ú, Ü és Ű betűvel kezdődő mozaikszók ábécé rend szerinti listája található. A kis- és nagybetűk nem különböznek a besorolás szempontjából.

## Lista: U, Ú
- UAZ – Ulyanovsky Avtomobilny Zavod (Uljanovszki Automobilgyár)
- UDMA – Ultra Direct Memory Access (kiemelt közvetlen memóriahozzáférés)
- UDP – User Datagram Protocol (felhasználói adatcsomag-protokoll)
- UEFA – Union of European Football Associations (európai Labdarúgó-szövetségek uniója)
- UFO – Unidentified Flying Object (azonosítatlan repülő tárgy)
- UI – User Interface (felhasználói felület)
- UK – United Kingdom (Egyesült Királyság)
- ULSI – Ultra Large Scale Integration
- UMTS – Universal Mobile Telecommunication System (Általános Mobil Távközlési Rendszer)
- UN – United Nations (ENSZ)
- UNESCO – United Nations Educational Scientific and Cultural Organization (ENSZ Nevelésügyi Tudományos és Kulturális Szervezet)
- UNICS – Uniplexed Information and Computing System
- UNIX – UNICS
- URH – ultrarövidhullám
- URL – Uniform Resource Locator (egységes erőforrás-azonosító)
- USA – United States of America (Amerikai Egyesült Államok)
- USAF – United States Air Force (az Egyesült Államok légiereje)
- USB – Universal Serial Bus (univerzális soros busz)
- USS – United States ship (az Egyesült Államok hadihajója)
- USSR – Union of Soviet Socialist Republics (Szovjetunió angolul)
- UTC – Universal Time Coordinated (koordinált világidő)
- ÚTE – Újpesti Torna Egylet
- UTP – Unshielded Twisted Pair (árnyékolatlan csavart érpár)

## Lista: Ü, Ű
- ÜTI – Ügyeletes Tiszt